# Monsey
Monsey est une census-designated place du comté de Rockland, dans l'État de New York, aux États-Unis, majoritairement habitée par des Juifs hassidiques.

## Histoire
Le 28 décembre 2019, une attaque terroriste visant la maison d'un rabbin fait 5 blessés.

## Démographie
| Groupe            | Monsey | New York | États-Unis |
| ----------------- | ------ | -------- | ---------- |
| Blancs            | 95,1   | 66,8     | 72,4       |
| Autres            | 1,5    | 7,5      | 6,4        |
| Afro-Américains   | 2,5    | 15,9     | 12,6       |
| Métis             | 0,6    | 3,0      | 2,9        |
| Asiatiques        | 0,2    | 7,3      | 4,8        |
| Amérindiens       | 0,1    | 0,6      | 0,9        |
| Total             | 100    | 100      | 100        |
|                   |        |          |            |
| Latino-Américains | 3,6    | 17,6     | 16,7       |

Selon l'American Community Survey, pour la période 2011-2015, 64,91 % de la population âgée de plus de 5 ans déclare parler yiddish à la maison, 22,63 % déclare parler l'anglais, 4,97 % l'hébreu, 3,67 % l'espagnol, 1,40 % un créole français, 0,51 % le français et 1,91 % une autre langue.